# Açafrão-da-terra
Curcuma longa comummente conhecida como curcuma (português europeu) ou cúrcuma (português brasileiro)  (designação que partilha com outras espécies do género Curcuma), é uma planta herbácea da família do gengibre (Zingiberaceae), originária do Sudeste da Ásia (mormente Índia e Indonésia). Da sua raiz seca e moída, obtém-se a especiaria homónima, utilizada como condimento ou corante de cor amarela e brilhante, na culinária e no preparo de medicamentos.
Não deve ser confundido com a especiaria extraída das flores de Crocus sativus, comummente conhecida como açafrão.

## Nomes comuns
Além de «curcuma» esta espécie é ainda conhecida pelos seguintes nomes comuns: açafroeira (não confundir com a espécie Crocus sativus, que partilha este nome), açafroeira-da-índia(também grafada açafroeiro-da-índia), açafrão-da-índia (também grafada açafrão-das-índias) açafrão-da-terra e turmérico.

## Etimologia
O nome «curcuma» entra na língua portuguesa por via do árabe كركم (kurkum), que por seu turno provém do sânscrito kuṅkuma.
Os nomes «açafroeira», «açafrão-da-terra», «açafrão-da-índia», «açafroeira-da-índia», «açafroeiro-da-índia» e «açafrão-das-índias» provêm, por um lado, das propriedades da raiz desta planta que, tal como o açafrão comum (Crocus sativus), tinge a comida de tons amarelados. Quanto às alusões à Índia (ou Índias), nalguns destes nomes estas devem-se ao facto de esta espécie provir do sudeste asiático (designado historicamente durante o período colonial como «Índias», como sinédoque), tendo na Índia, por excelência, o seu principal produtor e consumidor histórico.
A palavra «turmérico», por sua vez, entra na língua portuguesa por via do inglês "turmeric", já no séc. XX, tratando-se de corruptela do étimo inglês antigo turmerite, provindo este por sua vez do francês «terre-mérite», o qual, por seu turno, espelha o étimo latino terra meritare, ou "terra meritória".

## Distribuição
Esta espécie é natural do Sudeste asiático, marcando presença na Índia, Indonésia, Malásia, Vietname e Tailândia.

### Ecologia
Presentemente, já não há conhecimento desta espécie ocorrer de modo puramente natural, havendo, porém, relatos do seu aparecimento subespontâneo em bosques de teca do Leste de Java. 

## Descrição
É uma planta perene com ramificações laterais compridas, capaz de crescer até um metro de altura, contando com o rizoma subterrâneo. 
A parte utilizada da planta é o rizoma (caule parcialmente ou totalmente subterrâneo, horizontal, com reservas, capaz de formar raízes, folhas e flores/fruto), que externamente apresenta uma coloração esbranquiçada ou acinzentada e internamente amarelada.
Do caule curto que desponta do rizoma saem as folhas e as hastes florais. As folhas aglomeram-se em grupos de 6 a 10 folhas, podendo cada uma delas orçar entre os 30 e os 50 centímetros.
O açafrão-da-índia reproduz-se por pedaços do rizomas que apresentam gemas (olhos) com plantio em solo argiloso, fértil e de fácil drenagem. 
Depois da planta adaptada ao local, alastra-se, pois o rizoma principal emite numerosos rizomas laterais. 
É uma planta extremamente resistente e, por isso, difícil de ser destruída.
A colheita deve ocorrer na época em que a planta perde a parte aérea, depois da floração. Nesta fase, os rizomas apresentam pigmentos amarelos intensos, que podem manchar a pele ou o tecido de quem os colha indelevelmente, sendo que o contacto com a pele também pode originar reacções alérgicas nalgumas pessoas.

### Cultivo
A curcuma é uma planta dos trópicos húmidos e subtropicais, encontrando-se a altitudes de até 2.000 metros. Tende a crescer melhor em áreas onde as temperaturas diurnas anuais alternem entre os 20 e 28 graus Celsius, podendo, no entanto, suportar gamas de temperaturas entre os 18 e os 32 graus Celsius. Prefere uma precipitação anual média entre os 1.000 e 2.000 mm, podendo, no entanto, suportar precipitações anuais na ordem dos 800 a 3.000 mm.
A curcuma sói de privilegiar solos férteis, bem drenado e com sombra. Em todo o caso, é susceptível de se desenvolver bem tanto em áreas com forte exposição solar, como em espaços com sombra parcial. Prefere um pH do solo entre 6 e 7, mas tolera de 5,5 a 7,5.
Na Índia, o cultivo enceta-se pouco antes da estação das chuvas, sendo que as primeiras folhas costumam despontar do solo passados cerca de 30 dias. A colheita sucede quando as folhas murcham, passados cerca de 270 a 365 dias.
As colheitas de curcuma geralmente variam entre as 7 e as 9 toneladas por hectare, quando é feito cultivo apenas em sequeiro e entre 17 e 25 toneladas por hectare, quando sob irrigação.
O açafroeiro-da-índia está adaptado para medrar em áreas com seca sazonal e em florestas de monções.

## Usos

### Culinária
A característica principal do açafrão-da-índia é a forte cor amarela que a sua raiz transfere aos alimentos. Como condimento, foi amplamente usado para colorir e adubar refeições, ao longo da história no mundo oriental.  Com efeito, é um ingrediente essencial para acentuar o sabor e dar cor a muitos pratos da cozinha indiana, principalmente o arroz, e outrossim é um dos componentes do tempero pó de caril, típico das culinárias do sul da Ásia e indo-portuguesa.
Presentemente, é ainda usado para colorir laticínios, bebidas e mostarda, em cozidos, sopas, ensopados, molhos, peixes, pratos à base de feijão, receitas com ovos, maioneses, massas, frango, batatas, couve-flor e até pães. O seu amido usa-se na confecção de bolos e, como corante, usa-se em macarrões, mostardas, queijos, ovos, salgadinhos, margarinas e carnes.
Deve ser dissolvido em caldo quente, antes de se poder incorporar num prato.

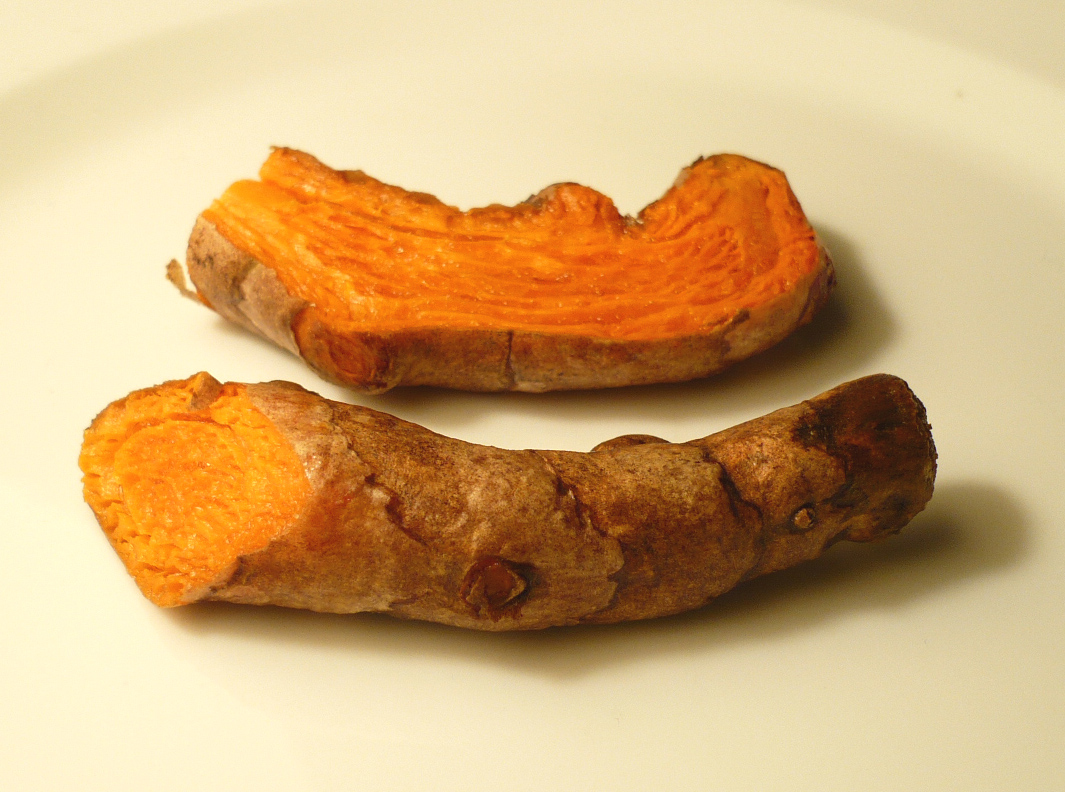
Raiz do açafrão-da-índia.
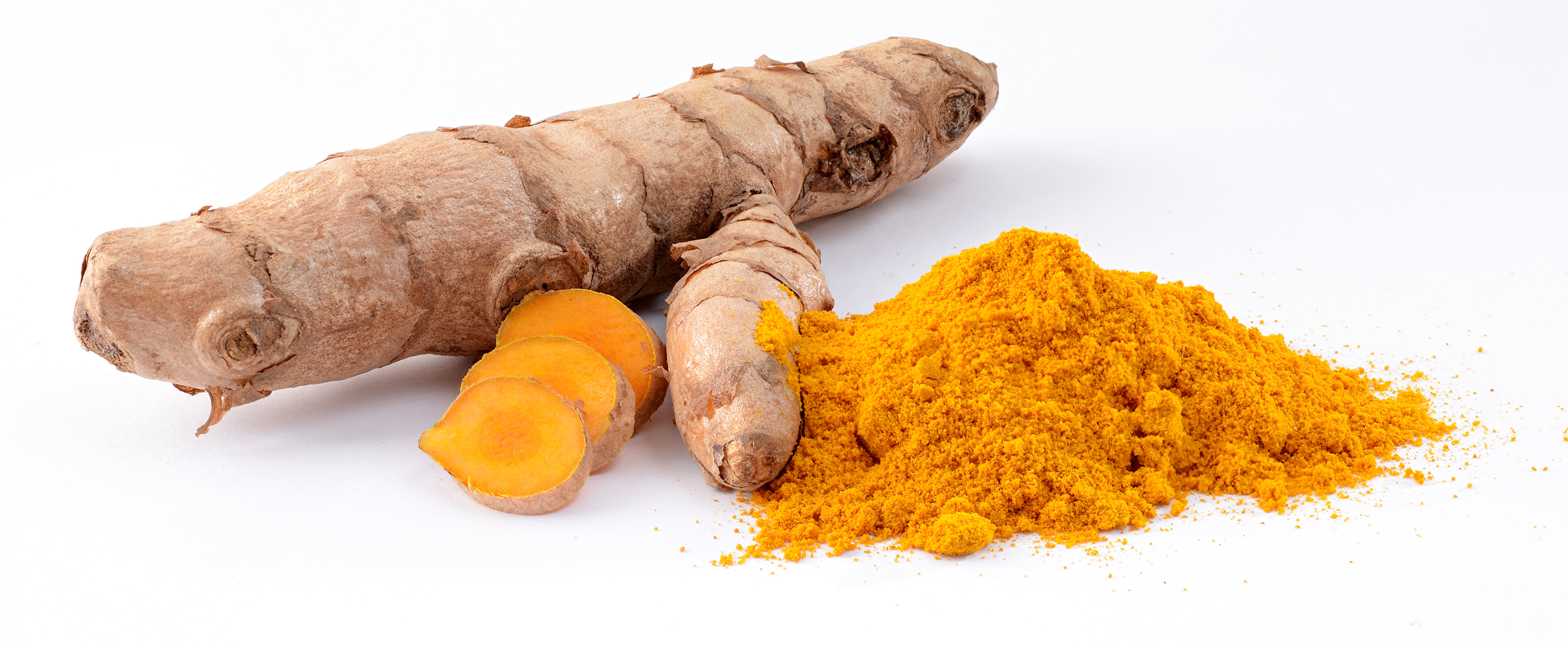
O açafrão-da-índia apresenta-se sob a forma de um pó alaranjado, que se usa em molhos e temperos em geral, usando-se extensivamente na culinária indiana.

### Medicina
Possui o composto ativo curcumina, que, juntamente com outros curcuminóides, têm sido estudado pela medicina para a prevenção e o tratamento de diversas condições médicas. Porém, a qualidade de muitos estudos e da interpretação dos resultados têm sido contestados.
Os potenciais benefícios alegados incluem: atividade anti-inflamatória; ação antioxidante; redução do nível de glicose no sangue em pacientes com diabetes; redução de fatores de risco associados a doenças cardiovasculares; tratamento do mal de Alzheimer; e prevenção de câncer.
Apesar dos potenciais benefícios para a saúde, a curcumina é mal absorvida pelo trato gastrointestinal, sendo quase totalmente excretada nas fezes; portanto o consumo por via oral produz apenas traços residuais da substância no sangue.